# یابوونگ-دوبکی
یابوونگ-دوبکی (به لاتین: Jabłoń-Dobki) یک روستا در لهستان است که در گمینا نووه پیکوته واقع شده‌است.